# Ваш, Иван Михайлович
Ива́н Миха́йлович Ваш (укр. Іван Михайлович Ваш; 4 февраля 1904, с. Лоза, к. Берег, Австро-Венгрия — 29 сентября 1966, Ужгород, Закарпатская область, Украинская ССР, СССР) — советский украинский партийный и государственный деятель. Первый секретарь Закарпатского обкома КП(б) / КП Украины (1952—1959).

## Биография
Родился 4 февраля 1904 в селе Лоза комитата Берег Австро-Венгрии (ныне село в составе Иршавской городской общины Хустского района Закарпатской области Украины), в семье крестьянина-бедняка. 
Член Коммунистической партии Чехословакии с 1924.
В 1931 как активист был направлен в СССР, где до 1933 проходил обучение в Коммунистическом университете имени Артёма в Харькове.
В 1933—1936 гг. работал инструктором Закарпатского краевого комитета КПЧ, затем до 1938 г. — первый секретарь Михаловецкого областного комитета Коммунистической партии Чехословакии.
В 1938 г. был призван в чехословацкую армию, дезертировал и до 1940 г. находился на подпольной партийной работе.
После оккупации Венгрией Закарпатской Украины в 1940 г. эмигрировал в СССР.
Участник Великой Отечественной войны. В 1941—1944 гг. — сражался в рядах Чехословацкого армейского корпуса.
После освобождения в конце октября 1944 г. Ужгорода частями Красной Армии — член ЦК Компартии Закарпатской Украины. В ноябре 1944 г. на Первом съезде Народных комитетов — в состав Народного совета Закарпатской Украины
- 1945 г. — начальник Комитета государственной безопасности Закарпатской Украины. Вел борьбу с остатками националистического подполья и бандформированиями,
- 1946—1948 гг. — секретарь,
- 1948—1951 гг. — второй секретарь Закарпатского областного комитета КП(б) Украины,
- 1951—1952 гг. — председатель исполнительного комитета Закарпатского областного Совета народных депутатов,
- 1952—1959 гг. — первый секретарь Закарпатского областного комитета КП(б)-КП Украины.

Депутатом Верховного Совета СССР 2-5-го созывов. Член ЦК КП(б)-КП Украины (1952—1960). Делегат XVII, XVIII и XIX съездов КПСС.
С мая 1959 г. — на пенсии.

## Награды
- орден Ленина
- орден Трудового Красного Знамени

## Источник
- Справочник по истории Коммунистической партии и Советского Союза 1898—1991.